# 情定愛琴海
《情定愛琴海》是2004年中華電視公司八點檔連續劇，郝孝祖領導瑞豐傳播製作，蘇有朋、何潤東、蔡琳主演，描述兩男一女的三角戀情。該劇在上海與希臘取景，是首部赴希臘拍攝外景的臺灣電視劇，2003年7月14日開拍，2004年4月28日開播，全40集。

## 製作
該劇由台灣演員蘇有朋、美籍香港演員何潤東、韓國演員蔡琳主演，因此語言溝通是拍戲的一大挑戰；而蘇有朋表示，希臘的天氣與上海的拍攝環境也造成自己的壓力。這是蔡琳首次演出台灣八點檔電視劇，片酬為40萬美元。瑞豐傳播表示，《情定愛琴海》拍攝了三個不同的結局，其中兩個是女主角各自與其中一位男主角成為戀人，第三個則是女主角仍維持單身，並會依據網友反應擇一播出。

## 演員表
| 演員   | 角色   | 配音   | 關係                       |
| 蘇有朋 | 陸恩祈 | 吳文民 | 陸良平兒子，關曉彤男友。   |
| 蔡琳   | 關曉彤 | 蔣篤慧 | 音樂界才女，陸恩祈女友。   |
| 何潤東 | 黎耀翔 | 宋克軍 | 陸恩祈好友，單戀關曉彤。   |
| 陳姿穎 | 鄭慧玟 | 魏晶琦 | 關曉彤的表姐，喜歡陸良平。 |
| 鮑逸琳 | 連怡倩 | 丘梅君 | 富家千金，單戀陸恩祈。     |
| 施大生 | 陸良平 | 陳旭昇 | 陸恩祈父親。               |
| 傅藝偉 | 周美龄 | 鄭仁麗 | 陸恩祈母親。               |
| 李彧   | 小三   | 符爽   | 黎耀翔好友。               |
| 趙娜娜 | 向薇薇 | 魏晶琦 | 關曉彤閨蜜。               |
| 池華瓊 | 李莉   | 鄭仁麗 | 黎耀翔同事，單戀黎耀翔。   |
| 王宇   | 董大偉 | 趙明哲 | 鄭慧玟前男友。             |
| 祁明遠 | －     | 宋克軍 | 連怡倩父親。               |
| 趙亮   | －     | 宋克軍 | 黎耀翔父親。               |
| 聶雅亮 | －     | 符爽   | 鄭慧玟父親。               |
| 張曉明 | －     | 丘梅君 | 鄭慧玟母親，關曉彤表嬸。   |

## 評價
2004年6月，華視表示，《情定愛琴海》播出後，收視率平穩上揚；趨近結局時，華視官方網站上每日有上萬則網友留言討論結局劇情。